# Манџи (ера)
Манџи (万治) је јапанска ера (ненко) која је настала после Меиреки и пре Канбун ере. Временски је трајала од јула 1658. до априла 1661. године и припадала је Едо периоду. Владајући монарх био је цар Го Саи. Име ере је промењено како би се обележила катастрофа великог пожара у граду Еду.

## Важнији догађаји Манџи ере
- 1658. (Манџи 1): Након коначног обуздавања и гашења пожара шогунат оформљује ватрогасне бригаде сачињене од самураја.[3]
- 1658. (Манџи 1): Рођен је Јанагисава Јошијасу.[4]
- 1659. (Манџи 2): У Еду почиње изградња Рјогоку моста (рјогокубаши).[2]
- 1660. (Манџи 3): Бивши роџу Сакаи Тадакацу постаје будистички свештеник.